# Ringlokschuppen mit Drehscheibe (Magdeburg-Industriehafen)

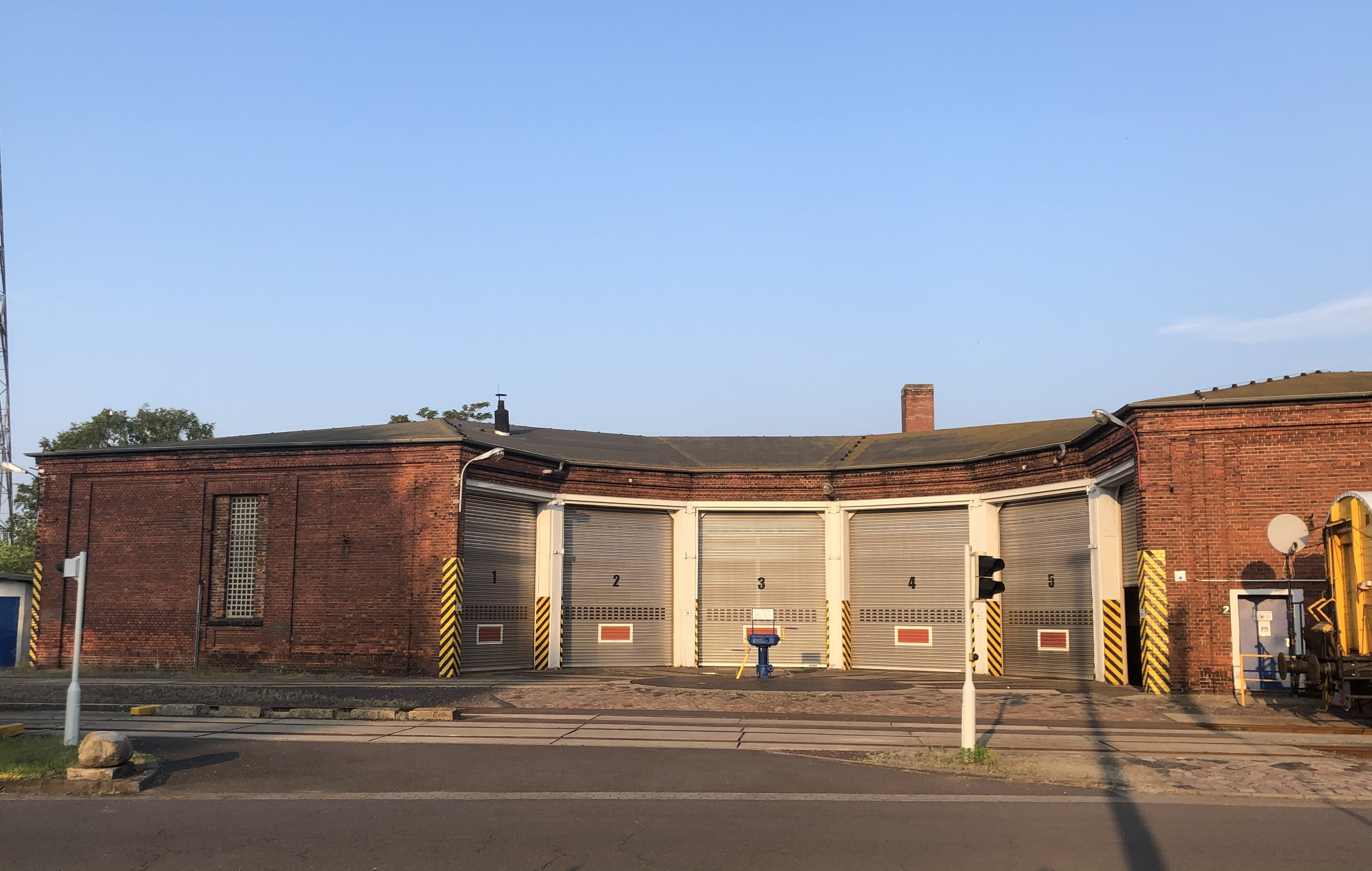
Ringlokschuppen, 2021

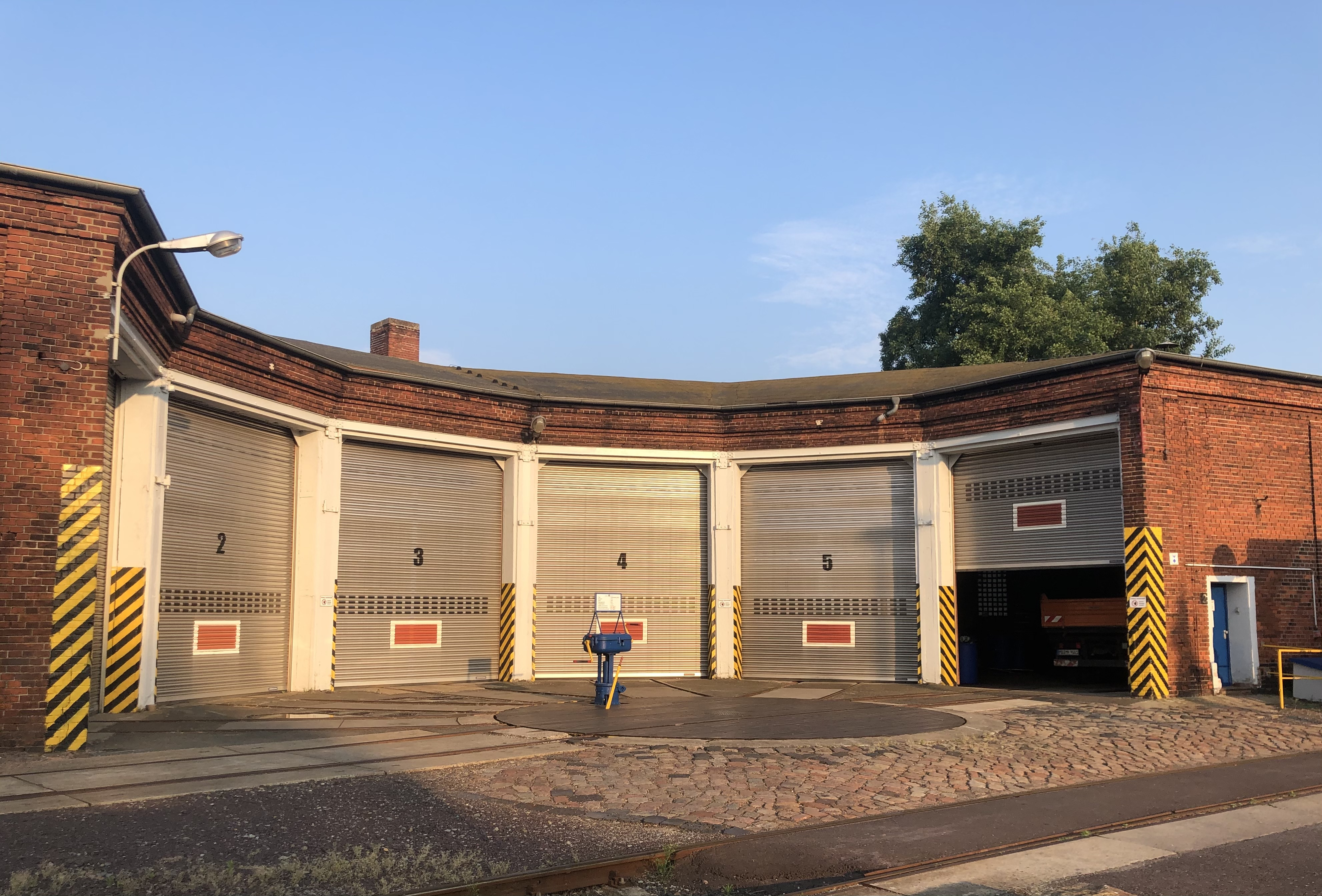
Im Vordergrund die Drehscheibe

Der Ringlokschuppen mit Drehscheibe ist ein denkmalgeschützter Lokschuppen in Magdeburg in Sachsen-Anhalt.

## Lage
Er befindet sich östlich der Saalestraße im südlichen Teil des Magdeburger Stadtteils Industriehafen und gehört zum Denkmalbereich Handelshafen Magdeburg Neustadt.

## Architektur und Geschichte
Der Lokschuppen entstand im Jahr 1914 in Ziegelbauweise und diente zur Unterhaltung von Dampflokomotiven. Er ist als Halbrundlokschuppen mit sechs Einfahrten ausgeführt. Architektonisch präsentiert sich der Bau sachlich im Stil des Neoklassizismus. Die schlichte Fassadengliederung erfolgt mittels Lisenen.
Die modernen Rolltore wurden um 1998 statt der ursprünglich vorhandenen Flügeltore eingebaut. Diese bestanden jeweils aus einem mit zwei Holzpaneelen gefüllten Stahlrahmen mit einer Verglasung im oberen Drittel. Das originale Tor 1 war im Sommer 1998 noch erhalten, während die anderen Tore bereits zuvor erneuert worden waren.
Die sechs Lokstände sind jeweils kurz und waren für die im Hafen üblichen Tenderlokomotiven konzipiert. Die Torpfosten des Schuppens sind aus Stahl gefertigt. Im Schuppen befindet sich eine Achssenke der frühen Bauform.
Westlich des Schuppens findet sich eine ebenfalls 1914 errichtete Drehscheibe, über die die sechs Lokstände des Lokschuppens erreichbar sind. Sie stammt vom Magdeburger Hersteller Gebrüder Bockner AG, ist mit Holzbohlen verkleidet und verfügt über eine Kurbeleinrichtung. Die Scheibe hat einen Innendurchmesser von 6,75 Metern und wiegt acht Tonnen bei einer Traglast von 70 Tonnen. Im Jahr 1991 erfolgte eine Rekonstruktion.
Im örtlichen Denkmalverzeichnis ist der Lokschuppen unter der Erfassungsnummer 094 70333 003 als Baudenkmal verzeichnet. Zeitweise wurde der Lokschuppen wohl unter der Nummer 094 71458 geführt.
Der Lokschuppen gilt als bedeutsam als wesentliches Element der historischen Hafenanlage.